# Petra (voornaam)
Petra is een meisjesnaam.
Het is de vrouwelijke vorm van Petrus, wat is afgeleid van het Griekse petra, wat "rots" betekent. De naam verwijst dan naar vastheid en betrouwbaarheid. De naam Petrus werd door Christus gegeven aan Simeon.
De naam Petra kan ook een afkorting zijn van Petronella (wat is afgeleid van de naam Petronius).
Voor meer voornamen die zijn afgeleid van Petrus en betekenis van die naam, zie Peter (voornaam).

## Bekende naamdraagsters
- Petra Else Jekel
- Petra Laseur
- Petra Schuurman